# Contarinia gambae
Contarinia gambae är en tvåvingeart som beskrevs av Harris 1964. Contarinia gambae ingår i släktet Contarinia och familjen gallmyggor.
Artens utbredningsområde är Nigeria. Inga underarter finns listade i Catalogue of Life.